# デンゼル・ダンフリース
- デンゼル・ドゥンフリース
- デンゼル・デュンフリース

デンゼル・ユスティス・モーリス・ダンフリース（Denzel Justus Morris Dumfries、1996年4月18日 ‐ ）は、オランダ・ロッテルダム出身のサッカー選手。セリエA・インテル・ミラノ所属。ポジションはディフェンダー、ミッドフィルダー。

## 経歴
2017年夏にSCヘーレンフェーンへ移籍。
2018年6月にPSVアイントホーフェンへ移籍し、2023年までの5年間の契約を結んだ。

### インテル・ミラノ時代
2021年8月15日、移籍したハキミの穴埋めを期待され、インテル・ミラノへ移籍を発表。2025年6月30日までの契約を結んだ。シーズン当初は途中出場なども多かったが、12月4日のASローマ戦で移籍後初得点を挙げるなど、徐々に出場時間を増やした。
2期目となる2022-23シーズン、リーグ開幕のレッチェ戦でゴールを決めるスタートを切ると、ほぼレギュラーポジションを得た。
2023-24シーズンは開幕からスタメンで起用されていたが、12月に怪我で離脱し、復帰した後からはマッテオ・ダルミアンが1番手として起用された。この理由については、「少しばかりメンタルが壊れてしまってね。今日までそれを引きずっている感じだ」と話した。それでもリーグ戦4ゴール4アシストを記録し、チームのリーグ優勝に貢献した。5月31日には、4月28日に行われたインテルの優勝パレードにてACミランのDFテオ・エルナンデスを侮辱する旗を掲げたため、FIGCから4000ユーロの罰金が科された。テオ・エルナンデスとは、ミラノダービーで度々衝突を起こしており、インテルが優勝を決めた4月23日の試合では、両者退場処分となった。

## 代表経歴
2018年10月13日、UEFAネーションズリーグのドイツ戦でA代表デビューを果たした。
2021年のUEFA EURO 2020グループリーグ初戦のウクライナ戦では2-2から代表初ゴールとなる決勝ゴールを挙げて勝利に貢献、第2戦のオーストリア戦では先制点となったペナルティーキックを奪取しただけでなく、1ゴールを挙げ、決勝トーナメント進出した。
2022年11月、ワールドカップカタール大会のメンバーに選出され、決勝トーナメント1回戦、アメリカ戦では1ゴール2アシストを決めてベスト8入りに貢献した。

## 所属クラブ
ユース
- 2013年 - 2014年 BVVバーレンドレヒト

プロ
- 2014年 - 2017年 スパルタ・ロッテルダム
- 2017年 - 2018年 SCヘーレンフェーン
- 2018年 - 2021年 PSVアイントホーフェン
- 2021年 - インテル・ミラノ

## 代表鞍替えの経緯
アルバ代表からオランダ代表に鞍替えする際に物議を醸しており、当時のアルバ代表監督であったジョヴァンニ・フランケンの誘いを断ってまでオランダ代表入りを希望したため、アルバでは裏切り者と見做されていたことをのちに明かされている。

## 個人成績

### クラブ
2022-23シーズン終了時点
| クラブ                 | シーズン     | リーグ戦               | リーグ戦 | リーグ戦 | 国内カップ | 国内カップ | 国際大会 | 国際大会 | その他 | その他 | 合計 | 合計 |
| クラブ                 | シーズン     | ディビジョン           | 出場     | 得点     | 出場       | 得点       | 出場     | 得点     | 出場   | 得点   | 出場 | 得点 |
| ---------------------- | ------------ | ---------------------- | -------- | -------- | ---------- | ---------- | -------- | -------- | ------ | ------ | ---- | ---- |
| スパルタ・ロッテルダム | 2014-15      | エールステ・ディヴィジ | 3        | 0        | 0          | 0          | -        | -        | -      | -      | 3    | 0    |
| スパルタ・ロッテルダム | 2015-16      | エールステ・ディヴィジ | 31       | 1        | 2          | 0          | -        | -        | -      | -      | 33   | 1    |
| スパルタ・ロッテルダム | 2016-17      | エールディヴィジ       | 31       | 1        | 5          | 0          | -        | -        | -      | -      | 36   | 1    |
| スパルタ・ロッテルダム | 通算         | 通算                   | 65       | 2        | 7          | 0          | 0        | 0        | 0      | 0      | 72   | 2    |
| ヘーレンフェーン       | 2017-18      | エールディヴィジ       | 33       | 3        | 2          | 0          | -        | -        | 2      | 1      | 37   | 4    |
| PSV                    | 2018-19      | エールディヴィジ       | 34       | 4        | 0          | 0          | 8        | 0        | 1      | 0      | 43   | 4    |
| PSV                    | 2019-20      | エールディヴィジ       | 25       | 7        | 2          | 0          | 12       | 1        | 1      | 0      | 40   | 8    |
| PSV                    | 2020-21      | エールディヴィジ       | 30       | 2        | 3          | 1          | 8        | 1        | -      | -      | 41   | 4    |
| PSV                    | 通算         | 通算                   | 89       | 13       | 5          | 1          | 28       | 2        | 2      | 0      | 124  | 16   |
| インテル               | 2021-22      | セリエA                | 33       | 5        | 4          | 0          | 7        | 0        | 1      | 0      | 45   | 5    |
| インテル               | 2022-23      | セリエA                | 34       | 1        | 5          | 0          | 12       | 1        | 0      | 0      | 51   | 2    |
| インテル               | 2023-24      | セリエA                | 31       | 4        | 0          | 0          | 5        | 0        | 0      | 0      | 36   | 4    |
| インテル               | 通算         | 通算                   | 98       | 10       | 9          | 0          | 24       | 1        | 1      | 0      | 132  | 11   |
| キャリア通算           | キャリア通算 | キャリア通算           | 285      | 28       | 23         | 1          | 52       | 3        | 5      | 1      | 328  | 29   |

## 代表歴

### 出場大会
- オランダ代表
  - 2022 FIFAワールドカップ

### 試合数
- 国際Aマッチ 2試合 1得点（アルバ、2014年）[14]
- 国際Aマッチ 50試合 6得点（オランダ、2018年-）[14]

| アルバ代表 | 国際Aマッチ | 国際Aマッチ |
| 年         | 出場        | 得点        |
| ---------- | ----------- | ----------- |
| 2014       | 2           | 1           |
| 通算       | 2           | 1           |

| オランダ代表 | 国際Aマッチ | 国際Aマッチ |
| 年           | 出場        | 得点        |
| ------------ | ----------- | ----------- |
| 2018         | 3           | 0           |
| 2019         | 6           | 0           |
| 2020         | 5           | 0           |
| 2021         | 16          | 3           |
| 2022         | 12          | 3           |
| 2023         | 8           | 0           |
| 2024         |             |             |
| 通算         | 50          | 6           |

## タイトル

### クラブ
インテル
- セリエA：1回(2023-24)
- コッパ・イタリア：2回(2021-22, 2022-23)
- スーペルコッパ・イタリアーナ：3回(2022, 2023, 2024)

### 個人
- エールディヴィジベストイレブン：1回(2018-19)